# 田原照久
田原 照久（たはら てるひさ、1995年2月16日 - ）は、日本の俳優・モデル。
福岡県出身。オフィス川越所属。

## 人物
- 趣味はサッカーで、小中学生まで地元福岡の少年サッカーチームに所属しサッカー選手を目指していたが靭帯を損傷し選手になることを断念。
- トライストーン・エンタテイメントに所属する俳優福山翔大は小中学校のクラスメート。
- 女優の吉瀬美智子、w-inds.の慶太は福岡のモデル事務所、NOIRモデルエージェンシーの先輩にあたる。

## 出演作品

### テレビドラマ
- 博多ステイハングリー シーズン1（2014年4月 - 6月、テレビ西日本) - 清水誠 役
- 黒服物語 （2014年10月 - 12月、テレビ朝日) - デリシャスの黒服役
- 相棒 season14 最終回SP 第20話「ラストケース」（2016年3月16日、テレビ朝日) - 特殊班現場リーダー役
- ウソでしょ!?ヒストリー 「今」から「昔」が分かる偉人伝(12月13日放送分、テレビ東京)「織田信長と黒人侍・弥助編」「織田信長と森蘭丸編」

### 映画
- 地球防衛未亡人（2014年2月8日公開）- 防衛隊員1 役

### 舞台
- 「ボスがイエスマン」（2011年7月）作・演出/川口大樹　ボンプラザホール
- 「ひとんち家で騒ぐな」（2012年4月）- 新聞記者役 ボンプラザホール
- 「潜入秘密探偵」（2014年11月）- 星野健二役 ザムザ阿佐ヶ谷
- 「なよたけのかぐや姫」（2016年6月）- 大伴ノみゆき役 　脚本・演出 吉田一夫　　川崎市アートセンター アルテリオ小劇場
- 「有限会社ひきもどし」(2016年9月) - 市川役　脚本・畑泰介　演出・荒木太朗　サンモールスタジオ
- 「午後の素数」（2016年10月）-　優一役　赤坂CHANCEシアター
- 「ひたすらあわれ〜トミオとジュリとサブとグレ〜」（2017年1月）神田鉄役　脚本・中楯裕二　演出・浅生マサヒロ　中野ザ・ポケット
- 「午後の素数 2017 version」（2017年3月）　トラ役　ザ☆キッチンNAKANO
- 「潜入秘密探偵 2017 version」（2017年6月）星野健二役　脚本・竹村直久　演出・滝沢正光　劇場・てあとるらぽう
- 「光源氏の手紙」（2017年9月）大伴ノ御幸役　脚本・演出 吉田一夫　劇場・草月ホール
- 「雨と夢のあとに」（2017年12月）早川北斗役　劇場・赤羽会館講堂｜東京都北区

### モデル
- 麻生専門学校  メインキャラクター  2012年
- ペイレスイメージズ  2013年
- スタジオアーク（ARC）イメージモデル  2014年
- カメラストラップ「mi-na（ミーナ）」 2014年
- 婚活パーティー「youbride」2016年
- 資生堂 THE GINZA主催 特別イベント”Play Beauty”  〜プレイリスト〜 　エスコートモデル（2017年）
- シンデレラ・フェス「コパトーン」イベントモデル （2017年）
- 恋愛・婚活マッチングアプリ「pairs ペアーズ」イメージモデル（2018年）

### アプリ
- シャープスマートフォンアプリ 方言美女コレ with emopa エモパーときどき方言男子(博多弁編)2014年

### 企業VP
- 旺文社「英語スピーキングテスト DVD」 2013年
- 株式会社アルテックジャパン「管理システム A-mix」 2014年

### インターネット放送
- ワロップ放送局 「ノーマーク男子」（2016年）午後7時30分〜8時放送　No+MarkBoyzのメンバーとしてレギュラー出演
- ワロップ放送局 「押上四姉妹のサロン・ド・ワロス」（2017年）レギュラー (毎月1回 水曜日19:30〜20:30放送）